# North Woodbridge
North Woodbridge és una concentració de població designada pel cens dels Estats Units a l'estat de Califòrnia. Segons el cens del 2000 tenia 1.320 habitants.

## Demografia
Segons el cens del 2000, North Woodbridge tenia 1.320 habitants, 492 habitatges, i 417 famílies. La densitat de població era de 189,5 habitants/km².
Dels 492 habitatges en un 35,8% hi vivien nens de menys de 18 anys, en un 78,9% hi vivien parelles casades, en un 3,5% dones solteres, i en un 15,2% no eren unitats familiars. En l'11,6% dels habitatges hi vivien persones soles el 4,3% de les quals corresponia a persones de 65 anys o més que vivien soles. El nombre mitjà de persones vivint en cada habitatge era de 2,68 i el nombre mitjà de persones que vivien en cada família era de 2,93.
Per edats la població es repartia de la següent manera: un 25% tenia menys de 18 anys, un 4,7% entre 18 i 24, un 22,6% entre 25 i 44, un 33,6% de 45 a 60 i un 14,1% 65 anys o més.
L'edat mediana era de 44 anys. Per cada 100 dones de 18 o més anys hi havia 91,9 homes.
La renda mediana per habitatge era de 79.417 $ i la renda mediana per família de 87.285 $. Els homes tenien una renda mediana de 62.250 $ mentre que les dones 50.500 $. La renda per capita de la població era de 45.693 $. Entorn del 2,8% de les famílies i el 3,8% de la població estaven per davall del llindar de pobresa.

## Poblacions més properes
El següent diagrama mostra les poblacions més properes.